# Білоколодязький елеватор
Білоколодязький елеватор є дочірнім підприємством ДАК «Хліб України», що розташоване у селищі Білий Колодязь Вовчанської міської громади Чугуївського району Харківської області.
| Текст вилучений зі статті через підозру в порушенні авторських прав |
| --- |
| Текст, що раніше перебував на цій сторінці, запідозрено в порушенні авторських прав на текст із таких джерел: https://graintrade.com.ua/elevator/dpzku-pat-filiya-bilokolodyazkij-elevator-id1187 Дата, коли було знайдено порушення: 19 листопада 2023. Тому, хто повісив цей шаблон: На сторінку обговорення користувача, який розмістив цю статтю, варто додати повідомлення {{subst:nothanks cv\|Білоколодязький елеватор\|url=https://graintrade.com.ua/elevator/dpzku-pat-filiya-bilokolodyazkij-elevator-id1187. |
| До уваги користувача, який розмістив цю статтю Не редагуйте статтю зараз, навіть якщо ви збираєтеся її переписати. Дотримуйтесь вказівок нижче. - Якщо власник авторських прав на зазначений вище матеріал дозволяє використовувати його на умовах GNU FDL без незмінюваних секцій та Creative Commons із зазначенням автора / розповсюдження на тих самих умовах, будь ласка, сповістіть про це на сторінці обговорення цієї статті. - Якщо правовласником є ви, додайте на зазначеному вище ресурсі примітку: «Матеріали дозволено використовувати на умовах GNU FDL без незмінюваних секцій та Creative Commons із зазначенням автора / розповсюдження на тих самих умовах». - Якщо дозволу на використання цього матеріалу немає, будь ласка, зробіть одне з двох: 1. Напишіть хоча б гарний накид статті на цій підсторінці. Зверніть увагу: не треба копіювати текст, що порушує авторські права, на зазначену підсторінку й редагувати його. Якщо ви взялися за написання нової статті, не забудьте сповістити про це на сторінці обговорення. 2. Залиште все як є, і тоді статтю буде вилучено. У випадку, якщо новий текст написано не буде, цю статтю буде вилучено через тиждень після появи цього попередження (детальніше див. документацію шаблону). Вихідний текст цієї статті з можливим порушенням копірайту можна знайти в історії змін. Зверніть увагу, що розміщення у Вікіпедії матеріалів, автор яких не надав явного дозволу на їхнє використання відповідно до ліцензії GNU FDL без незмінюваних секцій та Creative Commons із зазначенням автора / розповсюдження на тих самих умовах, може бути порушенням законів про авторське право. Користувачів, які додають до Вікіпедії такі матеріали, може бути тимчасово позбавлено права редагувати статті. Попри все, ми завжди раді вашим оригінальним статтям. Дякуємо. Цю сторінку внесено до категорії Вікіпедія:Можливе порушення авторських прав. |

## З історії
Історично склалося так, що у ході прийняття рішення про будівництво Білоколодязького елеватора, місцем його зведення було обрано територію хлібоприймального пункту «Заготзерно», створеного тут у 1928 році як підприємство з приймання хліба.
Першим директором був Федір Васильович Олексієнко. Із розповідей старожилів відомо, що від початку – це було господарство, куди селяни, організовані у ТОЗи та СОЗи (комуни зі спільного обробітку землі), звозили вирощене збіжжя. Робітники підприємства «Заготзерно» вручну розвантажували зерно з возів (у мішках) та засипали його у комори (амбари). У роки, коли Федір Васильович очолював Білоколодязький хлібоприймальний пункт «Заготзерно», були збудовані перші складські приміщення місткістю 12,8 тис. т.
Після визволення Слобожанщини від німецько-фашистських окупантів Білоколодязький хлібоприймальний пункт «Заготзерно» відновив свою роботу вже у 1943 році. Збереглися накази підприємства тих давніх часів. Відповідно до архівного документу, а саме наказу від 28 серпня 1943 р. №1, пп.1-2 зафіксовано факт вступу на посаду директора Д.Т. Вирвикнета та затверджено штат працівників, а ось п.3 всіх працівників зобов’язано «…прийом зерна здійснювати від зорі до зорі щоденно».
У повоєнні роки складські місткості підприємства «Заготзерно» були збільшені до 30 тис. тонн, а у 1964 році запрацювала потокова лінія з приймання зернових культур.
У 1979 році на базі підприємства «Заготзерно» розпочалося будівництво Білоколодязького елеватора місткістю – 102,2 тис. т (нині загальна зернова місткість елеватора становить – 111,8 тис. т). В 1980 році здано в експлуатацію першу чергу хлібопереробного виробництва на 50 тисяч т зерна. В 1982 році повністю завершені будівельні роботи. Доставку зернових до елеватора забезпечували господарства регіону, у їх числі: з Вовчанського, Великобурлуцького, Печенізького, Харківського районів.

## Сучасність
ДП ДАК «Хліб України» «Білоколодязький елеватор» надає послуги з приймання, зберігання, сушіння, очищення та відвантаження зерна і насіння олійних культур на автомобільний та залізничний транспорт.
Підприємство сертифіковане на відповідність послуг із зберігання зерна, економічно вигідно наближене до ринків його збуту, зі своїми залізничними коліями завдовжки 2,5 км та з спроможністю завантаження вагонів і забезпечення відвантаження зернових у обсязі до 4 700 тонн на добу.
Доставку зернових до елеватора забезпечують господарства регіону, у їх числі: з Вовчанського, Великобурлуцького, Печенізького, Харківського районів.
Ще донедавна фінансове становище підприємства відзначалося нестабільністю. Як і в цілому в державі, у реальному житті для працівників елеватора — це означало, що заготівельники працювали в режимі неповного робочого дня, ледве зводячи кінці з кінцями зі своїми родинами.
Життя змушувало колектив запроваджувати і нові форми роботи, і технічні та технологічні новації на підприємстві, що забезпечило й зростання обсягів власного виробництва продукції рослинництва, а відтак і прибутковості підприємства. Загалом збільшилась пропускна спроможність автотранспорту під час приймання зернових культур.
Станом на 1 вересня 2008 року заготівельниками підприємства подолано 100 тисячотонний рубіж прийнятого збіжжя.
Стабільна багаторічна робота з товаровиробниками зернових культур та бізнес-структурами тримається на партнерстві та їх довірі до керівника підприємства О.В. Уханьова, де діють, встановлені обома сторонами та перевірені багатьма роками співпраці правила гри.
На договірних засадах декілька років поспіль замовниками послуг елеватора є виробники сільпгоспродукції:
- ТОВ АФ «Хлібороб» (директор В.Мірошниченко)
- ПСП «Молнія-1» (директор М.Білецький)
- ПСП «Нива» (генеральний директор А.Смолович)
- ВАТ «Підсереднє» (голова правління М.Тарасенко),
- ПОП «Русь Єдина» (директор В.Шевченко)
- СТОВ «Агросвіт» (директор В. Мелеш)
- СФГ «Віктор» (директор В.Виродов)
- СФГ «Калина» (директор О.Кулінічев) та ін.

Нині на складське зберігання зерна укладено 106 договорів з його власниками, які пропонують його обсяги у кількості понад 180 тис. т (з них 49% — збіжжя українських зернотрейдерів — ТОВ «Нібулон», ПП «Сєрна», ЗАТ АТ «Каргіл», ТОВ «НЬЮ ВОРЛД ГРЕЙН ЮКРЕЙН», ТОВ «Трайгон Фармінг Харків» та ін.).
Виробники зерна довіряють фахівцям елеватора, оскільки надійності цього партнерства передують роки взаємовигідної співпраці, до того ж підприємство з року у рік нарощує свій технічний потенціал. Володіючи ціновою ситуацією, фахівці підприємства завжди допоможуть своїм клієнтам зорієнтуватися на ринку і нададуть допомогу щодо реалізації збіжжя за високими цінами з урахуванням пропозиції.
Задля підтримки сільськогосподарських товаровиробників з 2004 року на підприємстві запроваджені державні програми: заставна закупівля зерна — 9,3 тис. тон, закупівля до фонду держкомрезерву — 14,5 тис. тон. Елеватор надає послуги зі складського зберігання зерна й Аграрному фонду. Примножує здобутки та дозволяє зміцнювати фінансовий стан підприємства і власне підсобне господарство з вирощування зернових.
Головним ініціатором цієї форми господарювання як запоруки стабільності і розвитку у 1999 році став нинішній голова ДАК «Хліб України» І.М. Рішняк. На ті часи землю почали обробляти морально застарілою (зношеною) технікою колишніх КСП, немаючи належної виробничої бази. У досить стислі строки вдалося створити й власний машино-тракторний парк. Вирощування зернових у елеваторному господарстві зосереджується на озимій пшениці, ячменю, кукурудзі та соняшнику.
За підсумками роботи заготівельної діяльності ДП ДАК «Хліб України» «Білоколодязький елеватор» здобув першість серед підприємств Компанії у 2005 та 2007 роках.